# Tomeu Penya

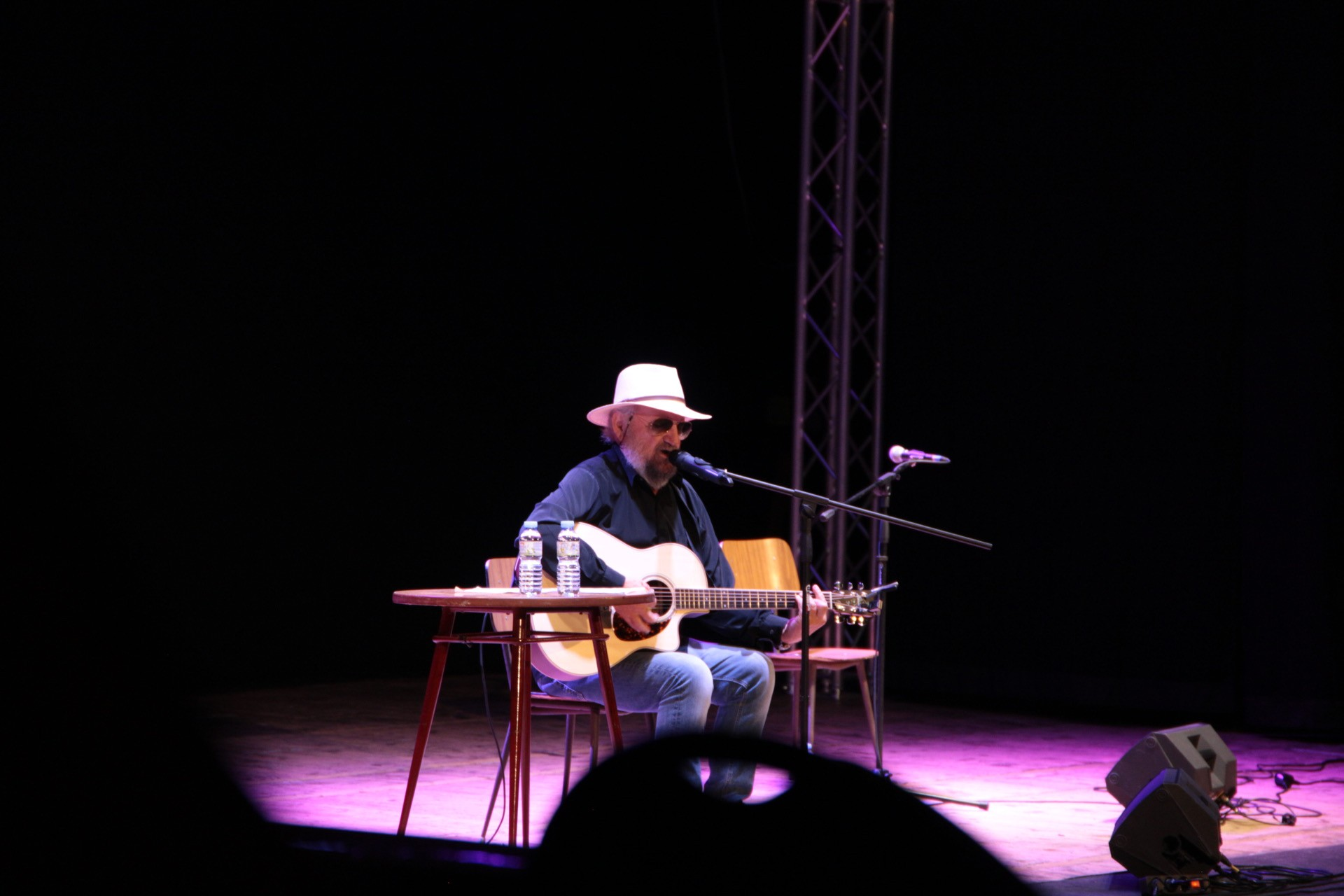
Concierto Tomeu Penya en el festival MACU en Martorell 2024

Bartomeu Nicolau i Morlà (Villafranca de Bonany, Baleares, 22 de marzo de 1949), reconocido con el nombre artístico Tomeu Penya es un cantautor español que canta en mallorquín. Su trabajo combina la música tradicional mallorquina, el rock and roll clásico y, sobre todo, la música country.

## Trayectoria artística
Tomeu Penya inició su carrera musical con tan solo quince años tocando en varios grupos de rock que se habían creado a raíz del crecimiento turístico experimentado en Mallorca. Más adelante, se fue de viaje por Europa con la guitarra y así tocó en varios pubs de Venecia, Dinamarca y Suecia. Cuando volvió a Mallorca, el mismo rector de Villafranca de Bonany fue quien dirigió la grabación de su primer disco Canto a la Vila. En diciembre de 1982 Tomeu, con la ayuda de Joan Bibiloni y el apoyo y financiación de un grupo de amigos, grabó un LP con sus trabajos Càrritx i roses. Entonces fue naciendo una gran demanda por parte del público mallorquín.
En 1987, el músico isleño editó un nuevo disco: Tomeu. Entre 1988 y 1989, Penya encadenó giras, participaciones en programas de televisión y acabó este periodo con una actuación en el Palau de la Música. En octubre de 1992, después de la salida de su nuevo disco Sirena, Tomeu Penya junto a Maria del Mar Bonet, recibió el Premio Nacional de la Música Ligera otorgado por la Generalidad de Cataluña. Ese mismo año se editó una recopilación Deu anys d'èxits con gran parte de las canciones más populares del cantante y también un villancico inédito: El Rei Negre.
En 1994, con la canción Illes dins d'un riu, sacada de su nuevo álbum Una aclucada d'ull, llegó a situarse como número 1 de las ventas en catalán. Entre 1995 y 1996 editó dos nuevos álbumes, Anuats, publicado el 1995, por el cual se encargó a solas de la producción artística y Balades, una compilación de sus canciones de amor. En 1992 recibió el Premio Nacional de Música de la Generalidad de Cataluña por el disco Sirena. Tras 30 discos publicados, en 2021 presentaóNatura, un ep grabado en los meses de pandemia, uno de los cinco temas está dedicado a la naturaleza. Y en 2024 ha presentado el último tranajo discográfico llamado "Sa vida són dos dies".
En el 2025 celebrará el 45 aniversario como cantautor con una gira muy especial llamada "Tomeu Penya- Gira 45 anys" que lo llevará por muchos rincones de las Islas Baleares y de Cataluña.

## Discografía[2]
- Tomeu Penya canta a la vila (1980)
- Càrritx i roses (Blau 1982)
- Coverbos (Blau 1984)
- Illamor (Blau 1985)
- D'amor i Festa (Recopilatorio en casete, no se editó en LP)
- Mallorquins i catalans (Blau 1986)
- Tomeu (Blau 1987)
- Arrels (Blau 1988)
- Arrels'89 (Blau 1989)
- Els cors ferits (Blau, 1990)
- Sirena (Blau, 1992)
- 10 anys d'èxits (Recopilatorio) (Blau, 1992)
- Una aclucada d'ull (Blau, 1994)
- Anuats (Picap, 1995)
- Balades (Recopilatorio) (Blau, 1996)
- De tot cor (Picap, 1997)
- Penya al descobert (Picap, 1998)
- Antologia (Recopilatorio) (1999)
- Això és Pecat (Picap 2001)
- Concert al Palau d'Esports de Barcelona (Editado solo en DVD) (2002)
- Fàcil (DiscMedi-Blau (2003)
- Sa força d'una mirada (2004)
- Bàsic (Recopilatorio) (2007)
- Paraules que s'endú es vent (2007)
- Tomeu Penya, 30 anys després (acústico en directo, CD+DVD) (2010)
- És per tu (2012)
- Arruix (2013)
- Enamorant-nos (2014) (Recopilatorio con 1 tema nuevo)
- Optimista (2015)
- 50 Cançons (2017)
- R.D.I. Comunitat des Pla (2019)
- Natura (2021)[3]
- Sa vida són dos dies (2024)